# Бурдулешть
Бурдулешть, Бурдулешті (рум. Burdulești) — село у повіті Олт в Румунії. Входить до складу комуни Корбу.
Село розташоване на відстані 109 км на захід від Бухареста, 28 км на схід від Слатіни, 73 км на схід від Крайови.

## Населення
За даними перепису населення 2002 року у селі проживала 341 особа, усі — румуни. Усі жителі села рідною мовою назвали румунську.